# Remigio Clementoni
Remigio Clementoni (Terni, 1912 – Viterbo, 2000) è stato un pittore e scultore italiano.

## Biografia
Proveniva da una famiglia di artisti: suo nonno paterno era un rinomato pittore in Brasile, dove si era stabilito nel 1896; suo nonno materno era uno scrittore; il padre Ennio musicista; lo stesso Clementoni parla di un'infanzia e di una giovinezza infelici.
Il suo maestro fu il pittore Giuseppe Preziosi. A 14 anni realizzò le sue prime opere: paesaggi, nature morte, realizzate a matita o carboncino. Con la pittura ha liberato la sua massima espressione artistica, raggiungendo la piena autonomia; attirando così l'attenzione di letterati, critici e collezionisti d'arte.
Dopo aver svolto per molti anni la sua attività artistica a Roma, molto spesso la interruppe per andare a dipingere in America.
Ha esposto in tre Quadriennali di Roma e in numerose mostre nazionali, collettive e personali.
I periodi della sua trasformazione e personalizzazione artistica possono essere suddivisi in tonalismo, cubismo e espressionismo. Le sue opere sono in collezioni pubbliche e private in: Argentina, Austria, Cile, Brasile, Germania, Giappone, Inghilterra, Italia, Stati Uniti, Francia, Perù, Spagna, altri.